# Dijab Ubajd
Dijab Ubajd (hebr.: דיאב עובייד, arab.: دياب عبيد, ang.: Diyab Obeid, Diyab Ovid, ur. 1911 w At-Tajjibie, zm. 18 lutego 1984) – izraelski kupiec, samorządowiec i polityk narodowści arabskiej, w latach 1961–1974 poseł do Knesetu.

## Życiorys
Urodził się 1911 w At-Tajjibie w ówczesnym Imperium Osmańskim. Ukończył szkołę średnią.
Do 1936 był kupcem w Tulkarm, następnie przeniósł się do Jafy, gdzie trudnił się kupiectwem do 1948, był członkiem tamtejszej rady kupieckiej. Po powstaniu niepodległego Izraela powrócił do rodzinnego miasta i do 1951 zajmował rolnictwem. W latach 1951–1958 zasiadał w tamtejszej radzie lokalnej.
W wyborach w 1961 został wybrany posłem z listy arabskiego ugrupowania Współpraca i Braterstwo. W piątym Knesecie zasiadał w komisjach spraw gospodarczych; służby publicznej; pracy; edukacji i kultury oraz zatwierdzania kadich (sędziów sądów islamskich). Uzyskał reelekcję w 1965, a w Knesecie VI kadencji był członkiem komisji pracy oraz spraw gospodarczych.
5 lipca 1966 arabscy posłowie partii Postęp i Rozwój: Sajf ad-Din az-Zubi i Iljas Nachla oraz Współpraca i Braterstwo: Dijab Ubajd i Dżabr Mu’addi powołali nowe ugrupowanie – Współpraca i Rozwój. Partia rozpadła się pół roku później – 1 stycznia 1967, a posłowie powrócili do swoich frakcji. W wyborach w 1969 ponownie zdobył mandat poselski. W siódmym Knesecie zasiadał w komisjach zatwierdzania kadich; edukacji i kultury; pracy; spraw publicznych; spraw gospodarczych oraz konstytucyjnej, prawa i sprawiedliwości. W 1973 utracił miejsce w parlamencie.
W 1974 został doradcą ministra rolnictwa ds. sektora arabskiego.
Zmarł 18 lutego 1984.